# Saint-Jean-de-Belleville
Saint-Jean-de-Belleville korábbi község (település) Franciaországban, Savoie megyében. 2019. január 1-jén Les Belleville új községhez csatolták.
Lakosainak száma 539 fő (2018. január 1.). Saint-Jean-de-Belleville Les Avanchers-Valmorel, Le Bois, Le Châtel, Fontaine-le-Puits, Hermillon, Montaimont, Pontamafrey-Montpascal, Saint-François-Longchamp, Les Belleville és Saint-Martin-de-Belleville községekkel határos.

## Népesség
A település népessége az elmúlt években az alábbi módon változott:
| Lakosok száma | 562  | 535  | 551  | 538  | 539  |
|               | 2013 | 2015 | 2016 | 2017 | 2018 |